# New York’s Village Halloween Felvonulás
A New York’s Village Halloween Felvonulás egy – minden év október 31-én megrendezett – ünnepi felvonulás New York Greenwich Village városrészében. A több mint egy mérföld (1,6 km) hosszan haladó, ötvenezer jelmezes résztvevő – táncosok, művészek, cirkuszi előadók, zenekarokat és színészeket szállító kocsik – évről évre kétmillió nézőt vonz a helyszínre, és körülbelül százmillióan követik a tévében.
A felvonulás jellegzetességei közé tartoznak a hatalmas méretű bábok, melyeket bábosok csapatai mozgatnak, valamint hogy bárki beállhat a felvonulók közé, akinek van jelmeze. Ez az Egyesült Államok legnagyobb nyílt Halloween-ünnepsége, és az ország egyetlen hatalmas éjszakai felvonulása – gyakran nevezik New York karneváljának. Számos amerikai újságban és útikalauzban írtak róla, és vezető kulturális antropológusok tanulmányozták. A The New York Times szerint „a Halloween Felvonulás a legszórakoztatóbb esemény, amit a város népe valaha is nyújtott a város népének.” „Itt bármi megtörténhet” – írta a USA Today. „Készüljön fel rá, hogy leesik az álla.”

## A felvonulás eredete

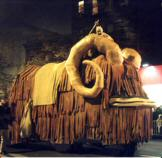
Egy taszken jelmezes lovagol be mamutméretű bantha bábon a világ legmodernebb városába.

1973-ban a bábos és maszkmester Ralph Lee vándor-bábjátékot rendezett, hogy szórakoztassa barátai, családtagjai és szomszédai gyermekeit Greenwich Village-ben. Részben az motiválta, hogy az eseményt egyre kevésbé ünnepelték, főleg a gyermekek, egyrészt a város magas bűnözési aránya miatt, másrészt mert olyan történetek keringtek, hogy a Halloweenkor a gyermekeknek adott édességekbe egyesek mérget kevernek. Lee úgy gondolta, egy bábjáték biztonságérzetet kelt és a környék gyermekeit újra az utcákra vonzza.

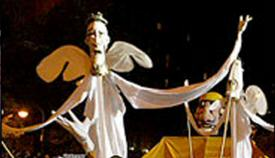
Óriási bábok, a felvonulás jellegzetességei

A második évben a Theater for the New City társaság elhatározta, hogy nagyobb rendezvénnyé alakítja ezt a bábjátékot, a City in the Streets („A város az utcákon”) program részét képező felvonulássá. A nyolcadik évre a résztvevők száma 100 000-re nőtt.
Mikor a felvonulást az fenyegette, hogy többé nem rendezik meg, Jeanne Fleming, aki évek óta részt vett rajta, átvállalta a feladatot. Azon kívül, hogy minden évre bábokat készít vidéki műhelyében, Fleming fejlesztette a rendezvényt a jelenlegi szintre; 1979 óta ő a művészeti rendező és a producer, és ő tervezi a jövőbeli növekedést öt manhattani városi képviselő, a helyi rendőrség, lakosok, szponzorok, iskolák és társadalmi szervezetek segítségével.

## Kreativitás

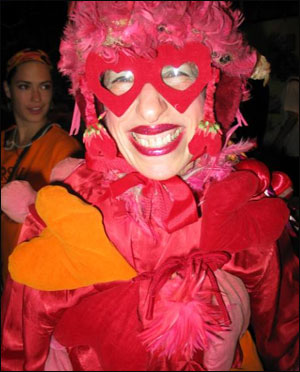
A szerelmes tekintet igazán szeretnivaló, ha szereted, hogy téged néznek a New York’s Village Halloween Felvonuláson. (2004). Fényképezte: Wendy R. Williams

Egyik különlegessége a jelmezekre jellemző kreativitás és sokszínűség, a szinte korlátlan fantázia: „Bizarr, de ragyogó” (Fodor's). Szépen vannak megtervezve és rendkívül látványosak. Látványtervezés és előadóművészetek, divat és popkultúra, marketing, kommunikáció, oktatás, irodalom, film, színház és televízió szempontjából New York a világ egyik központja, így gazdag termőtalaj az efféle eseményekhez; lakóinak különös tehetsége van a jelmezek, bábok, előadások és a többi látványosság előállításához. Greenwich Village saját stílusával járul hozzá mindehhez: bohém, pogány, alternatív, egzotikus és erotikus jelmezeit ugyanis olyanok tervezik, akik a figyelemfelkeltés kedvéért mindenáron megpróbálják túllicitálni egymást, és olyanok, akik jól akarnak szórakozni.

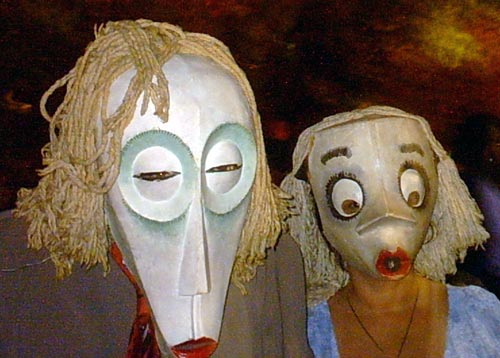
Papírmasé álarcok idézik fel a Mardi Gras hangulatát.

A mindennapi Halloween-jelmezek – szörnyek, boszorkányok, földönkívüliek, kalózok, rajzfilm- és meseszereplők, állatokat, az uralkodócsalád közismert tagjai és más hírességek – mellett számos, nehezen leírható formáció is megjelenik. A verseny lényege, hogy a résztvevők egyedülálló és szórakoztató jelmeztervvel álljanak elő, és okosan, a technikai problémákat áthidalva hozzák őket létre. Az egyszerű, de ötletes kosztümök is sikeresek, csakúgy, mint az egymástól független ötletek abszurd szembeállításai. A mennyiség is hatásos lehet: ha valaki Richard Simmonsnak öltözik, azzal még nem feltétlenül kelt figyelmet, de húsz Simmons-hasonmás egyformán, parókában és élénk rózsaszín rövidnadrágban mindenképpen feltűnő.
A felvonulók közt előfordulhatnak ledöfött Szabadság-szobrok, vitorlás báb-hajók, pórázon vezetett, Batmannek öltözött buldogok, tubán játszó csontvázak, Krispy Kreme-alkalmazottnak öltözött csontvázak, vőlegények menyasszonnyal, menyasszonyok menyasszonnyal, vőlegények vőlegénnyel, politikusok, sétáló Scrabble-darabok, melyek különböző szavakat formálnak, kavargó kártyalapok vagy egész sereg élő sakkfigura, melynek gyalogjait kisgyerekek személyesítik meg.

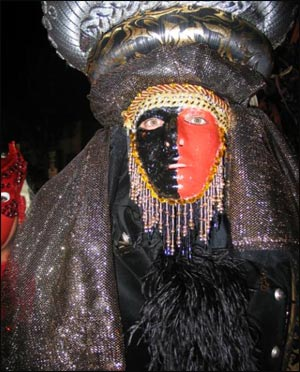
Egzotikus álarcos gyöngyökkel, tollakkal, fejdísszel és festett arccal (2004). Fényképezte: Wendy R. Williams

„A falak leomlanak a felvonulók előtt, és feltárul a változatosság leírhatatlanul gyönyörű, hatásos, ijesztő világa” – írta Greg Steinberger kulturális antropológus. Példaként leírta, amint „egy csapat yuppie, akik százegy kiskutyának öltöztek, csatlakoznak 101 másik kiskutyához, akik egy felismerhetetlen nemű Szörnyella de Frász elől menekültek.”
Bár a felvonulást gyermekek számára is nézhetőként hirdetik, gyakran előfordulnak nemi szerveket és velük kapcsolatos dolgokat ábrázoló jelmezek. A sétáló péniszek, óvszerek, meztelen mellűnek és fenekűnek tűnő nők és egyéb részeiket kivillantó felvonulók nem lepik meg a New York-iakat, és ritkán tiltanak be bármit is. (A közeli Washington Square Parkban egy független felvonulást szoktak rendezni, ami kimondottan kisgyermekeknek és szüleiknek szól.) Egy alkalommal a New York-i rendőrség megtiltotta a The Village Voice bulvárlap kocsijának, hogy részt vegyen, állítólag azzal az indokkal, hogy leeresztettek a kerekei, és túl sok ember van a kocsin, közülük pedig többen is dobálták a felvonulókat. Jen Gapay, a Village Voice reklámmenedzserének véleménye szerint azért nem engedték, mert a kocsin utazott DJ Lola Rock 'N' Rolla, hatalmas vaginának öltözve. Ezzel Lola Rock 'N' Rolla is egyetértett. „Ha faroknak öltöztem volna, akkor nem kifogásolják” – jegyezte meg. Lola végül gyalog vett részt a rendezvényen.

## Évenkénti téma

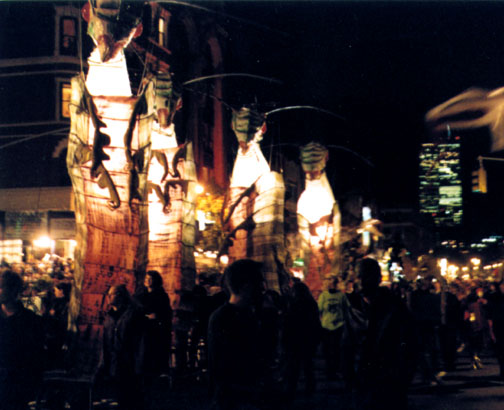
Hatméteres kivilágított herynók – mozgó bábok – lepték el a manhattani Greenwich Village-et 1998-ban. Kétmérföldnyire délre állt a World Trade Center, az igazi invázió színhelye, ami a három évvel későbbi Halloween-fesztivált kísértette és ihlette meg.

A szervezők minden évben választanak egy témát, ami összefogja a hat nagy bábkészítő által készített terveket, és ötleteket ad az egyéni bábkészítőknek. Fleming mindig alaposan tanulmányozza az ünnepek és szertartások eredeti szimbólumait, mielőtt felhasználja őket a produkcióban. Az általa tervezett és szervezett ünnepségek nemzetközileg is elismertek, például a Szabadság-szobornak a New York kikötőjében megrendezett százéves „születésnapi ünnepségét”, ahová bábok formájában meghívta a világ leghíresebb szobrait.

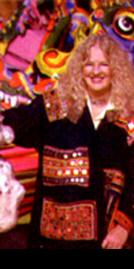
Jeanne Fleming, a felvonulás művészeti rendezője és producere

A Halloween-felvonuláson Fleming bemutatja kutatásai alapján az ünnep történelmi eredetét, lelki, spirituális, mitikus vonatkozásait, és minden évben más elemére összpontosít. Beleszövi az évszak hagyományait is, például a kelta aratásünnepet. A témák gyakran tükrözik, hogy a Halloween az átalakulásról, az önkifejezésről és a közösségről szól.
2001-ben a felvonulás olyan bábokat vonultatott fel, amelyeket nemcsak művészi szépségükért ünnepeltek, hanem a város történelmében is emlékezetesen maradtak. Miután 2001. szeptember 11-én Manhattant terrortámadás érte, a városban és az országban minden nagy ünnepséget lemondtak. New York lakóit megbénította a fájdalom és a hitetlenkedés. Az ötven nappal későbbre tervezett felvonulás, amelyen közismerten előfordultak holttestek, koporsók, sírkövek, és gyakori a vér ábrázolása, elképzelhetetlennek tűnt. Az elborzadt és gyászoló New York-iak még mindig a World Trade Center füstölgő romjai közt kutattak, és emberi maradványokat találtak az acéltörmelék és por között. Senki nem tudta, mikor alszik ki a tűz. A város utcasarkait, épületeit, metró- és vasútállomásait több tízezer poszter borította, melyeken kétségbeesett családtagok, barátok és munkatársak keresték szeretteiket, akik eltűntek a katasztrófa során. Temetések zajlottak szerte a városban, az újságokat gyászjelentések töltötték meg.
A szervezők úgy gondolták, a felvonulás megadhatja a városnak azt az érzelmi katarzist, amire szüksége van, és segíthetne a gyógyulás folyamatában. Úgy érezték, hogy ők mint művészek így tudnák leginkább segíteni a várost a nehéz időkben. „Ezt jelképezik a táncoló csontvázak, amik mindig a menet elején haladnak: ők mindenkinél jobban tudják, mit veszítettek, és az évnek ezen az egyetlen éjszakáján táncolnak, hogy ünnepeljék az életet” – mondta Fleming a CNN-nek egy interjúban.

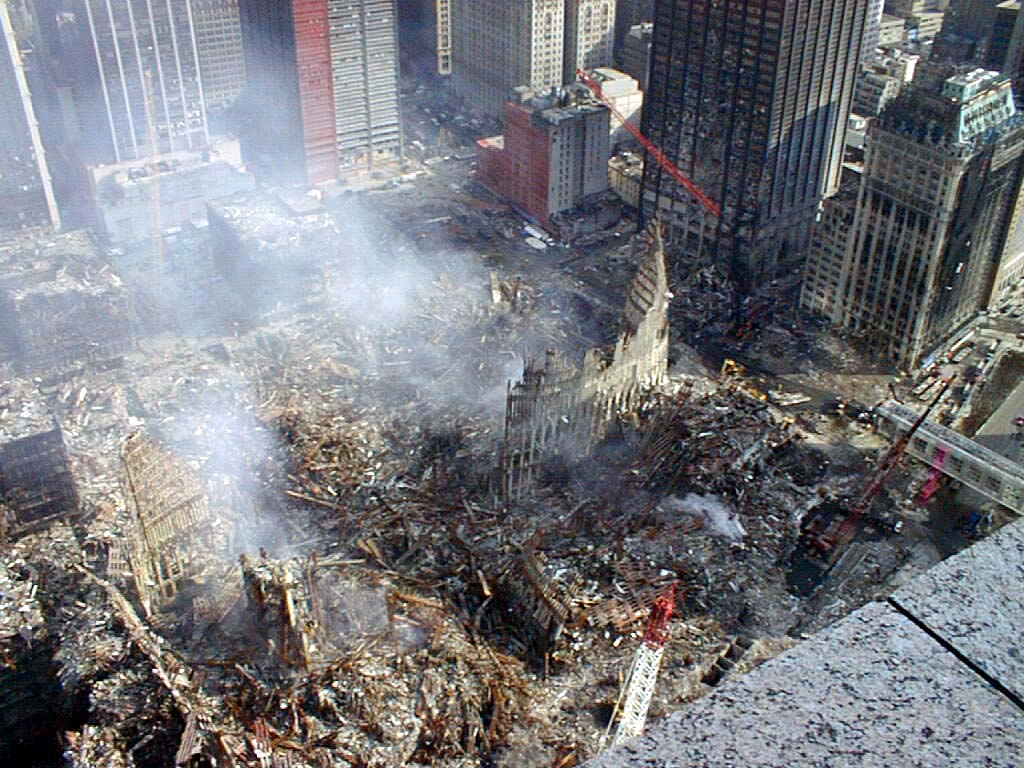
A holttestek és csontvázak felvonulása elképzelhetetlennek tűnt, amikor másfél mérföldnyire ott füstölögnek a WTC romjai.

Érdekes véletlen, hogy a WTC-t 1973 áprilisában adták át – épp abban az évben, amikor Ralph Lee először megrendezte a Halloween-napi felvonulást. Az ünnepség helyszínétől alig másfél mérföldre történt tragédia nagy kihívás elé állította Fleminget: módot kellett találnia arra, hogy a felvonulás megemlékezzen a tüzes pokolról és a rengeteg halottról, de reményt adjon az embereknek és okot az ünneplésre. Ezenkívül a feladatot egyetlen tárgy, egy mozgó báb formájában kellett megvalósítania.

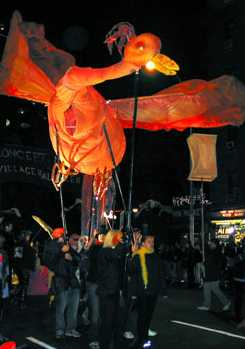
Izzó főnixfióka emelkedik ki a perzselő hamuból az új életbe ötven nappal 9/11 után.

Szeptember 15-én, négy nappal azután, hogy a repülőgépek a tornyoknak ütköztek, Fleming kidobta régi terveit és újat választott. Bár senki nem lehetett biztos benne, nem marad-e el a felvonulás, új bábot rendelt a Superior Concept Monstersből, a rendezvényen részt vevő sok bábcsoport egyikétől. Sophia Michahelles tervező és emberei munkához láttak.
A szervezők csak október 25-én kapták meg az engedélyt a felvonulás megrendezésére. A Fleming által kialakított társadalmi kapcsolatoknak és a felvonulás hosszú időre visszatekintő hagyományának köszönhetően Rudy Giuliani polgármester ragaszkodott a megrendezéséhez. A táncoló csontvázakat azonban ez évben kihagyták, mivel úgy érezték, nem mindenki értené meg szimbolikus jelentőségüket, és a halálra emlékeztető alakok megsértenék a gyászoló várost.
Október 31-én a nézők felsorakoztak a Hatodik sugárút mentén, és Alsó-Manhattan felé fordultak, ahogy azelőtt éveken át, várva a közeledő felvonulókat. „Ez volt az első alkalom, hogy New York-iak ünneplő tömege gyűlt össze 9/11 után, hogy elmondják maguknak és a világnak, hogy még élnek és virulnak” – írta egy helyi lakos, Alec Bennett. Miközben a közeledő első bábot nézték, látták a távolban a WTC romjaiból felszálló füstöt. Füst szállt az ég felé onnan, ahol a látogatók korábban minden évben az ikertornyokat látták.
Ekkor megjelent a főnix, az a mitikus madár, mely saját hamvaiból születik újjá. Fleming új ötlete törékeny, izzó narancsvörös főnixfiókában öltött testet Michahelles ügyes keze nyomán. A mozgó madáralak széttárta szárnyait, és kiemelkedett tüzes hamvaiból, az őt körülvevő, póznákon álló, égő lampionok közül.

## A felvonulás útvonala

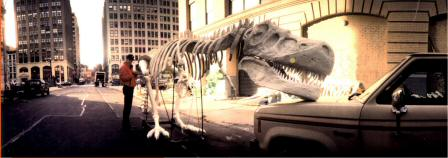
A végső simítások egy hatalmas dinoszauruszbábon a felvonulás napján

A felvonulók már jóval az este 6:30-as hivatalos sorakozó előtt összegyűlnek a Spring Streeten és a Hatodik sugárúton, dél felé, a Broome Street irányában. A felvonulás napján reggel 9-től a mellékutcákat fenntartják a bábok, kocsik és a nagyobb helyet igénylő látványosságok számára. A rendőrség segítségével önkéntesek tartanak rendet és felelnek a kérdésekre. 7 órakor tér rá az első hatalmas bábfigura a felvonulás útvonalára, és vezeti a menetet a Hatodik sugárútig (melynek hivatalos neve Avenue of the Americas). A rendőrség ezután megnyitja a barikádokat a várakozó tömegeknek, hogy csatlakozzanak a vezérbábot követő menethez. Az este folyamán még több báb, kocsi és más előadó csatlakozik hozzájuk, amit akár négyórás várakozás is megelőzhet, ezért a sorban állás is valóságos ünnepséggé válik. Órákon át jelennek meg újabb és újabb álarcosok, kiharcolnak maguknak egy helyet, és kedvenc együtteseik köré tömörülnek.

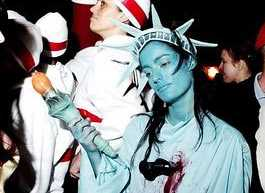
A Szabadság-szobor késsel a mellében

A néha tízes sorokban álló nézőkkel már órákkal a rendezvény előtt elkezdenek megtelni a járdák a rendőrök barikádjai és a történelmi kovácsoltvas korlátok mögött. Akik jobban szeretnének látni, gyakran felmásznak a fákra és mindenre, ami az útjukba kerül, kerítésekre, konténerekre és telefonfülkékre, de ezekről lezavarják őket a rendőrök. Az útvonalat keresztező utcákat délután 5-kor lezárják, és itt duzzad fel a tömeg. Akik itt szeretnének csatlakozni a felvonuláshoz, azokat nem engedik; a rendőrség a Spring Streetre irányítja őket. A Macy's Thanksgiving Day felvonulással ellentétben itt nem állítanak emelvényeket a nézőknek.

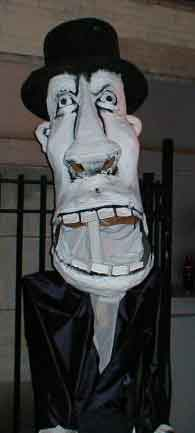
Egy álarcos pózol kovácsoltvas korlát előtt a történelmi Greenwich Village-ben.

A felvonulók nem visznek magukkal lámpát, az utcai világításra hagyatkoznak. New Yorkban az évnek ebben a szakában a nap már órákkal a felvonulás előtt lemegy, ezért külön szerencse, ha telihold van mindenszentek előestéjén. A fény viszonylagos hiánya kifejezetten kedvez a báboknak, mert a különleges hatás érdekében rengeteget belülről világítanak meg. A felvonulás egyik szakaszát azonban fényesen kivilágítják, hogy a tévékamerák és profi fotósok is jól láthassák és megfelelő felvételeket készíthessenek. Erre a területre csak engedéllyel lehet belépni. A New York-i Halloween Felvonulást több ország médiája közvetíti és sok sajtótermék beszámol róla. Helyben a NY1 tévécsatornán közvetítik.
A résztvevők és nézők közti határvonal nem túl éles. A nézők közül is többen jelmezt viselnek – egy részük azért jött, hogy nézze, de végül maguk is csatlakoznak a menethez –, és feltűnésre vágyó mulatozók cikáznak a sugárúton, a nézők tapsára és éljenzésére várva; pózolnak a fotósoknak, édességet osztanak a gyerekeknek, és molesztálják a nemzetközi média képviselőit. Maguk a szervezők is bátorítják a felvonulókat, hogy produkálják magukat a tömegnek.
A felvonulás áthalad New York több legendás útján is (Houston Street, Bleecker Street, Christopher Street, Greenwich Avenue), és a 21. utcáig megy. A rendezvény azonban nem ér véget itt; miután a résztvevőket innen kelet felé irányítják, le a 21. utcáról, szétoszlanak a környező bárokban, éjszakai mulatókban és éttermekben, amik jelmezes bulikat rendeznek.

## Érdekességek
- A felvonulást ez a könyv is említi: 100 Things to Do Before You Die: Travel Events You Just Can't Miss. (100 dolog, amit ki kell próbálnod, mielőtt meghalsz: események, amiket nem hagyhatsz ki.)
- Azokat a kisfiúkat és kislányokat, akik október 31-én születtek, meghívják, hogy együtt vonuljanak.
- Az esemény körülbelül 60 millió dollár bevételt hoz a városnak.
- Az október 24. és 31. közé eső hetet 1994-ben a polgármester Halloween-hétté nyilvánította („Halloweek in NYC in Perpetuity”)
- A Festivals International ezt választotta október 31-ére a Világ Legjobb Eseményévé.

## A fényképek forrása
- NewYorkCool.com.  A képek forrása: Wendy R. Williams főszerkesztő
- Halloween-NYC.com, a New York’s Village Halloween Felvonulás hivatalos honlapja

## Fényképgalériák
- Halloween-NYC.com különféle fotósainak munkái
- Wrybread.com galéria, 2004-es felvonulás[halott link]
- Image Goddess gallery, 2001–2004
- NY.com galéria
- Rob Vincent-galéria, 2002–2004
- Gotham Girls Roller Derby-galéria
- CooCooHandler-galéria, 1998

## Fordítás
- Ez a szócikk részben vagy egészben  a   New York's Village Halloween Parade című angol Wikipédia-szócikk ezen változatának fordításán alapul.  Az eredeti cikk szerkesztőit annak laptörténete sorolja fel. Ez a jelzés csupán a megfogalmazás eredetét és a szerzői jogokat jelzi, nem szolgál a cikkben szereplő információk forrásmegjelöléseként.